# ایجی اوکودا
ایجی اوکودا (به ژاپنی: 奥田瑛二) (زادهٔ ۱۸ مارس ۱۹۵۰) هنرپیشه و کارگردان ژاپنی است.